# Jauja Wanca Quechua jezik
Jauja Wanca Quechua jezik (Quechua de Jauja Wanca, Huanca Jauja Quechua, Shausa Wanka Quechua; ISO 639-3: qxw), jezik porodice kečua kojim govori 23 000 ljudi (1962 popis) od 77 727 (2000 WCD) etničkih Indijanaca, porijeklom od kečuaniziranih Huanca u današnjem departmanu Junín, Peru.
Jedan je od 44 individualnih jezika kečuanskog makrojezika [que]. U Peruu je kao i svi ostali jedan od službenih jezika.

## Vanjske poveznice
- Ethnologue (14th)
- Ethnologue (15th)